# Сенат Кении
Сенат Кении является верхней палатой парламента Кении. Сенат был впервые создан в рамках Конституции Кении 1963 года. После отмены в 1966 году Сенат был восстановлен в соответствии с Конституцией 2010 года.

## История

### Сенат 1963—66 годов
Конституция Кении 1963 года предусматривала создание сената, состоящий из 41 сенаторов, избранных на шесть лет, причем одна треть членов обновлялась каждые два года. Тимоти Чокве был первым спикером Сената. Сенат был упразднен в 1966 году, когда был сформирован однопалатное Национальное собрание Кении.

### Современный сенат с 2013 года
Кенийские выборы 2013 года состоялись 4 марта 2013 года. В соответствии с новой конституцией, принятой во время референдума 2010 года, всеобщие выборы 2013 года были первыми, когда были проведены выборы сенаторов, представляющих 47 вновь созданных округов. Они также были первыми всеобщими выборами, проводимыми Независимой комиссией по выборам и границам (IEBC). Согласно их доле избранных мест, политические партии выдвинули ещё 16 женщин. Были выдвинуты дополнительные кандидатуры для двух членов, представляющих молодежь, и двух членов, представляющих инвалидов. Спикер, был избран сенаторами, приведенными к присяге на первом заседании Сената.

## Полномочия
Сенаторы представляют в парламенте регионы, от которых были и избраны и имеют следующие полномочия:
- Участвует в законодательстве путем рассмотрения, обсуждения и утверждения законопроектов в отношении округов;
- Определяет распределение национальных доходов между округами;
- Сенат имеет право объявить импичменту президенту, вице-президенту, губернатору округа и вице-губернатору.